# Кётель (Лауэнбург)
Кётель (нем. Köthel) — община в Германии, в земле Шлезвиг-Гольштейн.
Входит в состав района Герцогство Лауэнбург. Подчиняется управлению Шварценбек-Ланд. Население составляет 300 человек (на 31 декабря 2010 года). Занимает площадь 1,52 км².